# 1883 in Zwitserland
Dit artikel beschrijft het verloop van 1883 in Zwitserland.

## Ambtsbekleders
De Bondsraad was in 1883 samengesteld als volgt:
| Naam | Naam                | Partij    | Kanton     | Functie                                                                            |
| ---- | ------------------- | --------- | ---------- | ---------------------------------------------------------------------------------- |
|      | Louis Ruchonnet     | radicalen | Vaud       | Bondspresident in 1883; hoofd van het Departement van Politieke Zaken              |
|      | Emil Welti          | radicalen | Aargau     | Vicebondspresident in 1883; hoofd van het Departement van Posterijen en Spoorwegen |
|      | Simeon Bavier       | radicalen | Graubünden | Hoofd van het Departement van Justitie en Politie (tot 5 januari 1883)             |
|      | Adolf Deucher       | radicalen | Thurgau    | Hoofd van het Departement van Justitie en Politie (vanaf 10 april 1883)            |
|      | Numa Droz           | radicalen | Neuchâtel  | Hoofd van het Departement van Handel en Landbouw                                   |
|      | Bernhard Hammer     | radicalen | Solothurn  | Hoofd van het Departement van Financiën en Douane                                  |
|      | Wilhelm Hertenstein | radicalen | Zürich     | Hoofd van het Departement van Militaire Zaken                                      |
|      | Karl Schenk         | radicalen | Bern       | Hoofd van het Departement van Binnenlandse Zaken                                   |

De Bondsvergadering werd voorgezeten door:
| Naam | Naam           | Partij               | Kanton    | Functie                                               |
| ---- | -------------- | -------------------- | --------- | ----------------------------------------------------- |
|      | Adolf Deucher  | radicalen            | Thurgau   | Voorzitter van de Nationale Raad (tot 1 april 1883)   |
|      | Simon Kaiser   | radicalen            | Solothurn | Voorzitter van de Nationale Raad (vanaf 18 juni 1883) |
|      | Wilhelm Vigier | gematigde liberalen  | Solothurn | Voorzitter van de Kantonsraad (tot 18 juni 1883)      |
|      | Walter Hauser  | Democratische Partij | Zürich    | Voorzitter van de Kantonsraad (vanaf 18 juni 1883)    |

## Gebeurtenissen

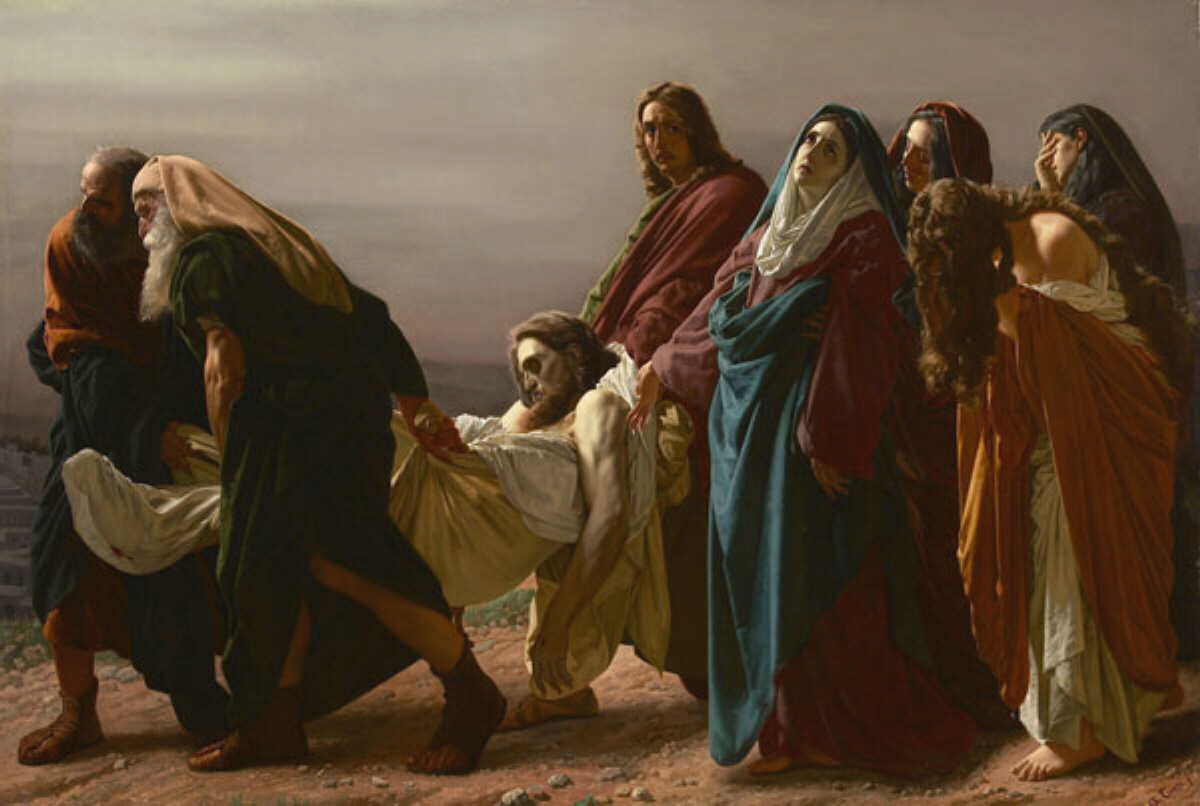
Il trasporto di Cristo al sepolcro van Antonio Ciseri, 1883.

- Pedagoge en lerares Maria Boschetti-Alberti verhuist van Uruguay naar Zwitserland.[7]

### Januari
- 1 januari: Louis Ruchonnet wordt bondspresident van Zwitserland.

### Februari
- 11 februari: Eerste internationale rodelwedstrijd tussen Davos en Klosters (kanton Graubünden).

### Maart
- In Lausanne (kanton Vaud) wordt het kantonnaal ziekenhuis van Champ de l'Air ingehuldigd.

### April
- 7 april: Bij een brand in Vallorbe (kanton Vaud) worden 98 woningen verwoest. 200 gezinnen worden dakloos.
- 10 april: Adolf Deucher uit het kanton Thurgau wordt verkozen als lid van de Bondsraad, als opvolger van Simeon Bavier.

### Mei

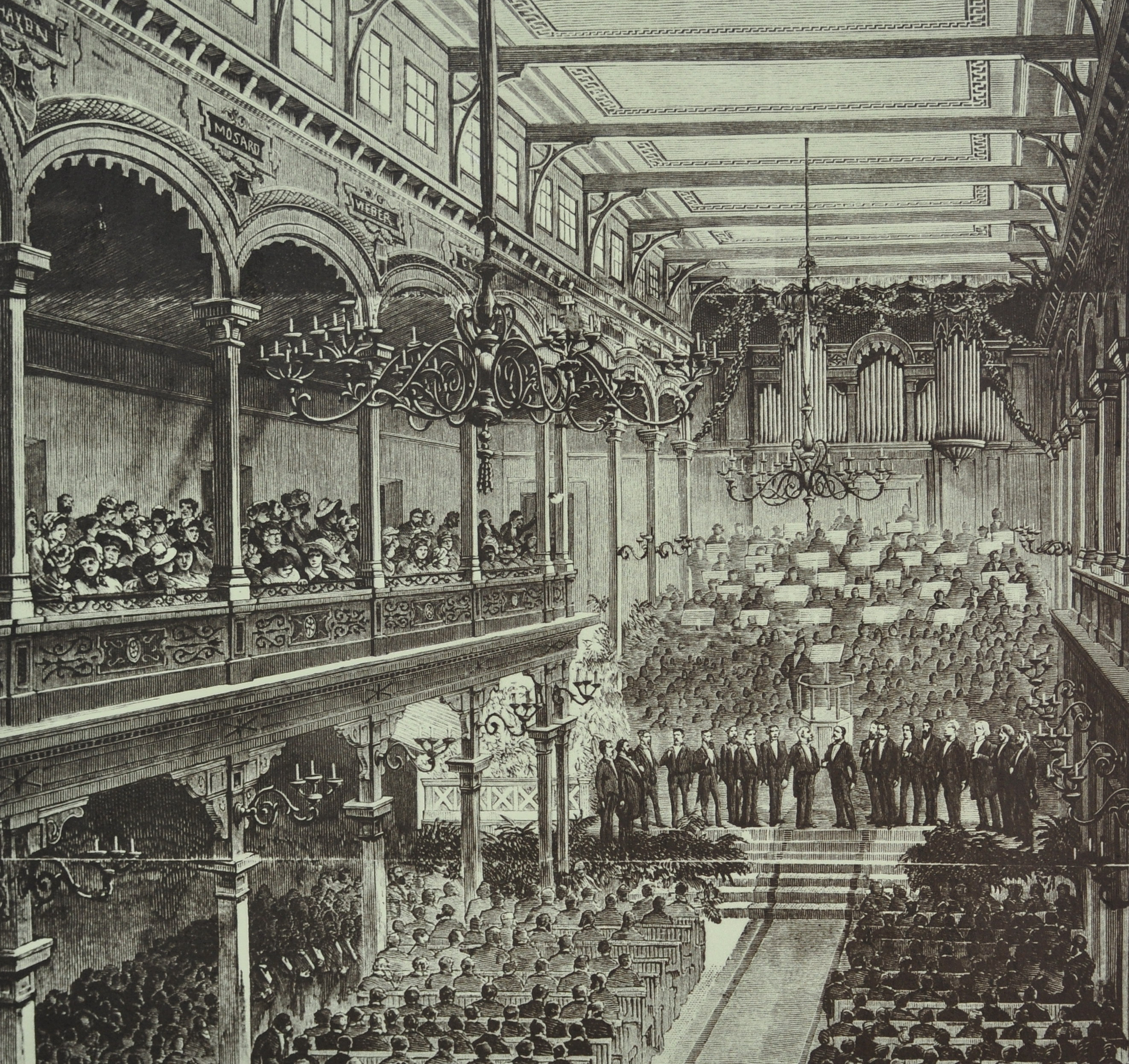
Opening van de nationale tentoonstelling in Zürich (kanton Zürich), 1 mei 1883.

- 1 mei: In Zürich (kanton Zürich) gaat de nationale tentoonstelling van start.

### Juli
- 8 juli: In Lugano (kanton Ticino) gaat het federaal schiettoernooi van start.

### Augustus
- 11 augustus: De Zwitserse Vissersfederatie wordt opgericht.
- 19 augustus: Ingebruikname van de kabelbaan tussen Territet en Glion (kanton Vaud).

### September
- 24 september: In Bern (kanton Bern) wordt de Kirchenfeldbrug in gebruik genomen.
- 30 september: In Brügg (kanton Bern) wordt het Schweizerischer Velozipedisten Verband opgericht, thans Swiss Cycling.

### Oktober
- 30 oktober: De nationale tentoonstelling in Zürich (kanton Zürich) sluit de deuren. 1.741.369 mensen bezochten de tentoonstelling.

### November
- 23 november: Op het Meer van Genève komt het tot een aanvaring tussen twee schepen, de Le Rhône en de Le Cygne. De Le Rhône zinkt, 11 mensen komen om het leven.[8]
- 23 november: In de basiliek van Martigny (kanton Wallis) worden restanten van grote bronzen beelden teruggevonden.

## Geboren
- 19 augustus: Esther Baezner, muziekcritica (overl. 1948)
- 25 augustus: Teresa Bontempi, lerares, onderwijsinspectrice, redactrice en irredentiste (overl. 1968)
- 19 oktober: Siegfried Pfeiffer, voetballer (overl. 1959)
- 20 november: Maria Crönlein, maatschappelijk werkster (overl. 1943)
- 26 november: Franziska Baumgarten, psychologe en hooglerares (overl. 1970)

## Overleden
- 8 januari: Augustin Keller, geestelijke en politicus (geb. 1805)
- 9 januari: Ambros Eberle, uitgever en politicus (geb. 1820)
- 24 april: Emile Javelle, alpinist, schrijver en journalist (geb. 1847)
- 1 juni: Antoine-Joseph Buchwalder, ingenieur en topograaf (geb. 1792)
- 23 juni: Victor Chéronnet, spoorwegingenieur (geb. 1827)
- 31 juli: Auguste de Loës, politicus (overl. 1802)
- 27 augustus: Richard La Nicca, ingenieur (geb. 1794)
- 5 september: Gaspare Fossati, architect (geb. 1809)
- 27 september: Oswald Heer, botanicus, paleontoloog en entomoloog (geb. 1809)
- 7 oktober: Jeannot de Crousaz, notaris, rechter, bestuurder en politicus (geb. 1822)
- 10 december: John Braillard, politicus (geb. 1822)

1848
· 1849
· 1850
· 1851
· 1852
· 1853
· 1854
· 1855
· 1856
· 1857
· 1858
· 1859
· 1860
· 1861
· 1862
· 1863
· 1864
· 1865
· 1866
· 1867
· 1868
· 1869
· 1870
· 1871
· 1872
· 1873
· 1874
· 1875
· 1876
· 1877
· 1878
· 1879
· 1880
· 1881
· 1882
· 1883
· 1884
· 1885
· 1886
· 1887
· 1888
· 1889
· 1890
· 1891
· 1892
· 1893
· 1894
· 1895
· 1896
· 1897
· 1898
· 1899
· 1900
· 1901
· 1902
· 1903
· 1904
· 1905
· 1906
· 1907
· 1908
· 1909
· 1910
· 1911
· 1912
· 1913
· 1914
· 1915
· 1916
· 1917
· 1918
· 1919
· 1920
· 1921
· 1922
· 1923
· 1924
· 1925
· 1926
· 1927
· 1928
· 1929
· 1930
· 1931
· 1932
· 1933
· 1934
· 1935
· 1936
· 1937
· 1938
· 1939
· 1940
· 1941
· 1942
· 1943
· 1944
· 1945
· 1946
· 1947
· 1948
· 1949
· 1950
· 1951
· 1952
· 1953
· 1954
· 1955
· 1956
· 1957
· 1958
· 1959
· 1960
· 1961
· 1962
· 1963
· 1964
· 1965
· 1966
· 1967
· 1968
· 1969
· 1970
· 1971
· 1972
· 1973
· 1974
· 1975
· 1976
· 1977
· 1978
· 1979
· 1980
· 1981
· 1982
· 1983
· 1984
· 1985
· 1986
· 1987
· 1988
· 1989
· 1990
· 1991
· 1992
· 1993
· 1994
· 1995
· 1996
· 1997
· 1998
· 1999
· 2000
· 2001
· 2002
· 2003
· 2004
· 2005
· 2006
· 2007
· 2008
· 2009
· 2010
· 2011
· 2012
· 2013
· 2014
· 2015
· 2016
· 2017
· 2018
· 2019
· 2020
· 2021
· 2022
· 2023